# Phomopsis stellariae
Phomopsis stellariae är en svampart som först beskrevs av Kirchn., och fick sitt nu gällande namn av Franz Petrak 1921. Phomopsis stellariae ingår i släktet Phomopsis och familjen Diaporthaceae.   Inga underarter finns listade i Catalogue of Life.